# Xã Holland, Quận Pemiscot, Missouri
Xã Holland (tiếng Anh: Holland Township) là một xã thuộc quận Pemiscot, tiểu bang Missouri, Hoa Kỳ. Năm 2010, dân số của xã này là 553 người.